# Triodia bunicola
Triodia bunicola là một loài thực vật có hoa trong họ Hòa thảo. Loài này được (S.W.L.Jacobs) Lazarides miêu tả khoa học đầu tiên năm 1997.